# Józef Tadeusz Fijałkowski
Józef Tadeusz Fijałkowski (Fiałkowski) herbu Ślepowron (XVIII-XIX wiek) – generał adiutant królewski w 1784 roku, chorąży horodelski od 1789 roku, komisarz cywilno-wojskowy województwa brzeskokujawskiego, przystąpił do konfederacji targowickiej.